# Kaprun
Kaprun es una localidad del distrito de Zell am See, en el estado de Salzburgo, Austria, con una población estimada a principio del año 2018 de 3177 habitantes. 
Se encuentra ubicada al suroeste del estado, cerca de la frontera con Alemania y con los estados de Tirol y Carintia.

## Historia

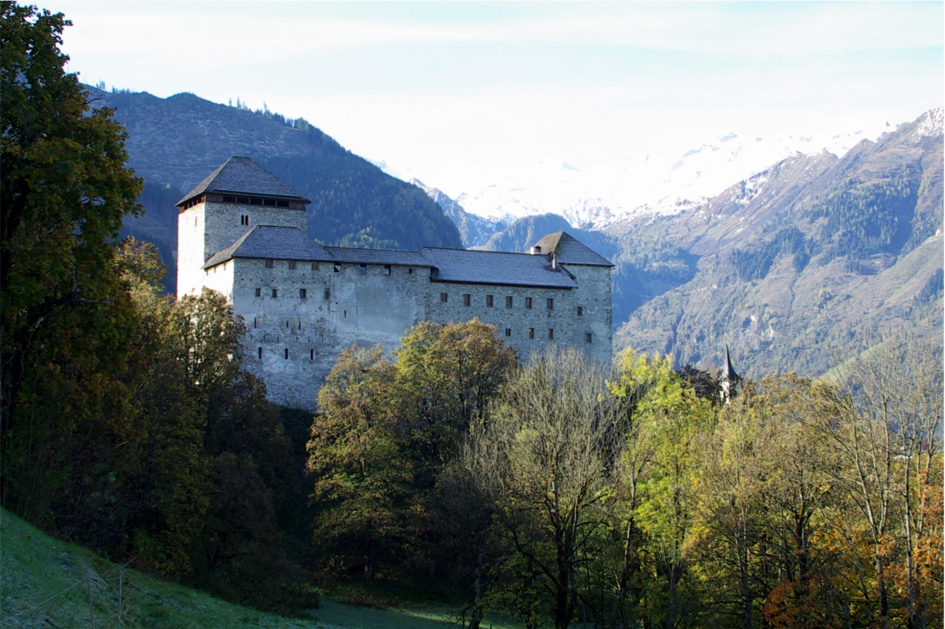
Castillo de Kaprun.

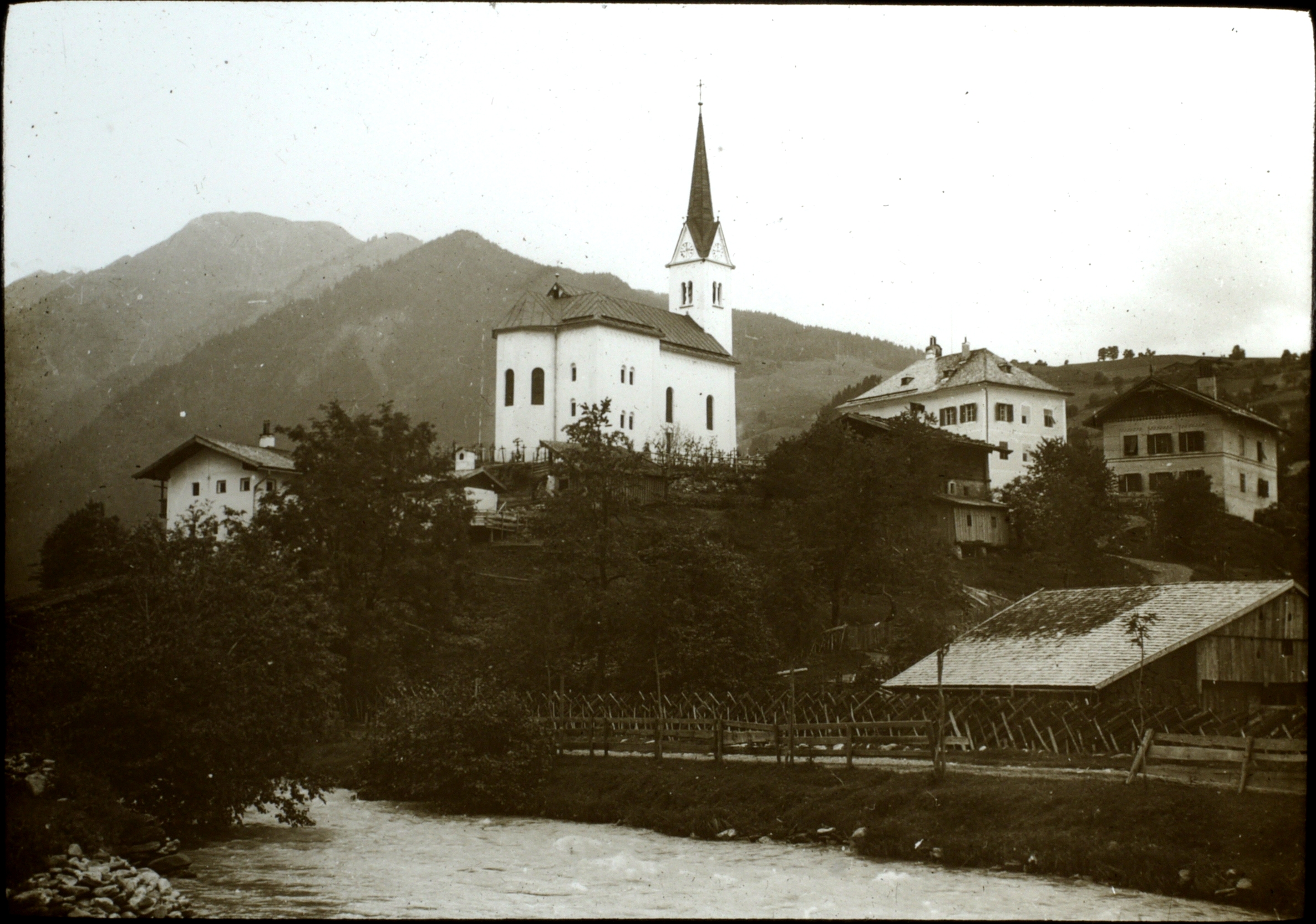
Kaprun en julio de 1903.

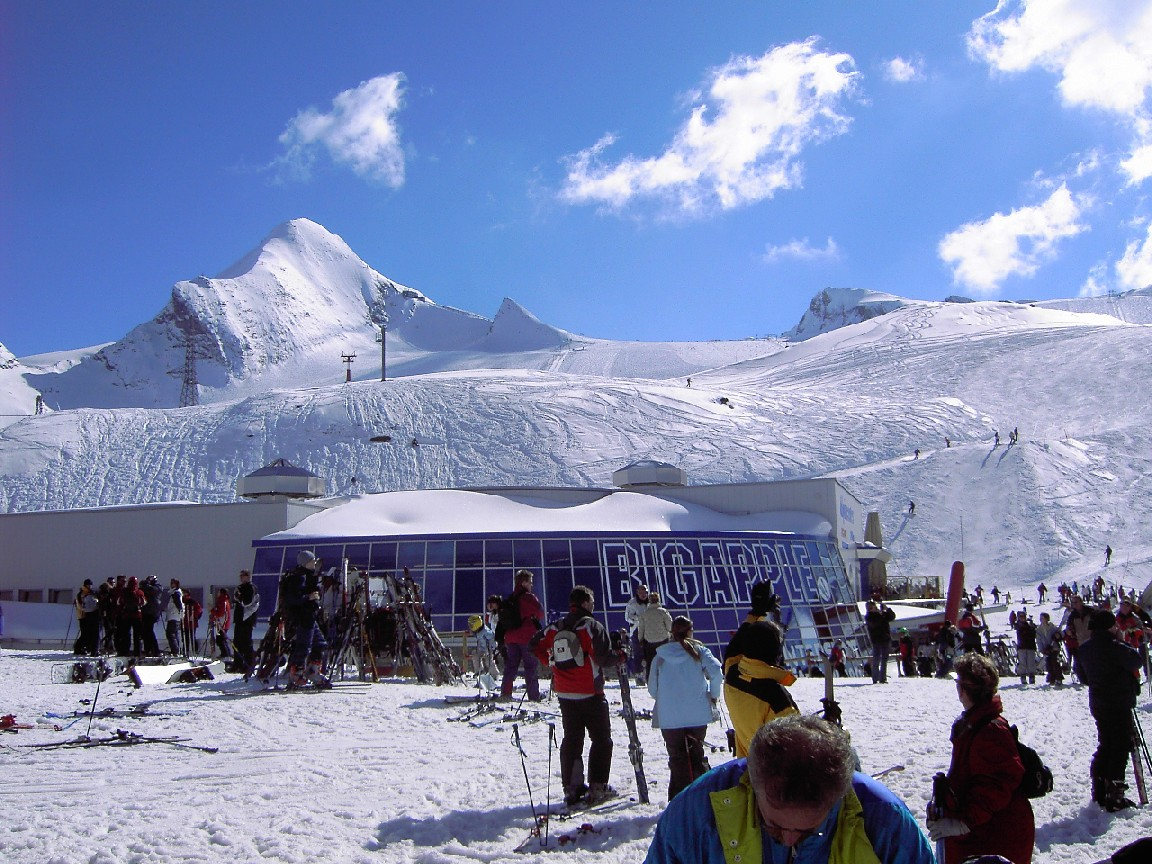
El Kitzsteinhorn.

Un asentamiento de Chataprunnin (derivado del celta para "Aguas bravas") en el ducado de Baviera se mencionó por primera vez en una escritura en 931, documentada como posesión de los condes de Falkenstein en 1166. El castillo de Chaprunne fue adquirido por los príncipes-arzobispos de Salzburgo en 1287 y enfeoffed a los Señores de Felben en 1338. Sede de un burgrave de Salzburgo de 1480, fue devastado durante la Guerra de los campesinos alemanes de 1526. En 1606, el arzobispo Wolf Dietrich von Raitenau hizo decapitar al burgrave local por ponerse del lado de los insurgentes locales. A principios del siglo XX, el castillo era posesión del príncipe Juan II de Liechtenstein, quien lo vendió en 1921. A finales de la década de 1920, la empresa alemana AEG y el gobierno del estado de Salzburgo desarrollaron planes para una central hidroeléctrica de Hohe Tauern, incluidos los dos embalses en el Valle de Kaprun. La planificación se interrumpió durante la Gran Depresión y no se reanudó hasta el Anschluss de Austria a la Alemania nazi en 1938. La construcción, comandada por Hermann Göring, comenzó durante la Segunda Guerra Mundial utilizando prisioneros de guerra de Bélgica y otros países ocupados y trabajadores forzados por los judíos y los soviéticos. Las condiciones inhumanas fueron descritas por la premio Nobel Elfriede Jelinek en su obra de 2003 Das Werk. La construcción se detuvo en 1942/43 y fue reiniciada después de la guerra por la Austria ocupada por los Aliados a partir de 1947. Construida con equipo Bucyrus y la ayuda masiva del Programa de Recuperación Europea del Plan Marshall, la planta de energía se convirtió en un ícono de la reconstrucción de posguerra. La ceremonia de remate se celebró el 23 de septiembre de 1955, pocos meses después de la firma del Tratado de Estado austriaco.

## Geografía
Se encuentra en la región de Pinzgau en la vertiente norte del Grupo Glockner con el monte. Großes Wiesbachhorn, 3564 metros (11.693 pies), parte de la cordillera Hohe Tauern, que forma la frontera de Salzburgo con Carintia. Al pie del glaciar Kitzsteinhorn, Kaprun es un centro deportivo abierto todo el año. El arroyo Kapruner Ache se une al río Salzach al sur del asentamiento. La central hidroeléctrica de Mooserboden utiliza el agua de dos embalses retenidos por algunos de los muros de las presas más grandes de Austria. La zona del embalse se ha convertido en una atracción turística, con vistas a las ciudades de Kaprun y Zell am See. El centro de visitantes ofrece visitas guiadas por la zona. Tauern Spa World se completó en noviembre de 2010 y es el segundo complejo de spa más grande de Austria. Es un traslado de dos horas al complejo desde el aeropuerto de Salzburgo.